# ブラジルの経済
ブラジルの経済は、輸出指向型の自由主義経済である。ブラジルの国内総生産は1兆8000億ドルを超え世界第8位でかつラテンアメリカで最大の経済大国である。1人あたりの国民所得は2007年には、ようやく6000ドルに到達した。鉱工業の分野では、南アメリカの生産の約5分の3を占めている。ブラジルの科学技術の発展は、外資の導入を誘致することに成功し、2007年度には、200億ドルの資金の流入に成功した。

## 概要
ブラジルにおける農業分野もまた、ダイナミックな成長を遂げている。ここ20年間、農業分野はブラジルで最も発展を遂げた分野であった。農業分野に加え、鉱業部門の両輪がブラジル経済を牽引するとともに、1970年代以来、ブラジル経済を悩ませてきた累積債務問題の解消に貢献してきた。
ブラジルは、様々な経済組織で活躍している。例えば、メルコスール、南米共同体 (SACN)、G20 developing nations, G8+5であり、Cairns Groupと呼ばれる19カ国で構成される農業輸出国の組織である。貿易相手国は100カ国以上に上り、輸出品の74%が工業あるいは半工業製品である。主要貿易相手国は、ドイツ、オランダを中心とする欧州共同体の国々 (26%)、アメリカ合衆国 (24%)、メルコスール及びラテンアメリカ諸国 (21%)、アジア (12%) である。
ブラジルの科学技術は多岐に渡り、潜水艦や航空機にまで及んでいる。航空機産業では近年世界第4位の航空機メーカー・エンブラエルが、小型ジェット機（リージョナルジェット）の販売数を伸ばしている。また、ブラジルの自動車工業は、1973年のオイルショックを契機に、バイオマスエタノールを燃料とする自動車生産が発達しており、2008年現在、世界で唯一商用ベースでエタノール自動車の生産に成功している。
ブラジルは、海底油田の開発にも精力的であり、ペトロブラスは大西洋沖合いの海底油田の探索に成功することで、世界トップレベルの企業に成長し、鉄鉱石における外需はヴァーレをリオ・ティントやBHPグループと並ぶトップメジャーに成長させた。

## 歴史
1500年代に、ポルトガルの植民地となって以来、1930年代後半までは、ブラジル経済は第一次産品の輸出に依存してきた。ポルトガルは、自らの帝国主義政策に基づき、ブラジルを原料供給地と位置づけていた。
統計を見る限り、ブラジル経済は安定的に成長したとは到底言い得ない。1947年以降、1人辺りのGDPは伸びてはいるが、1995年時点では、4,630ドルに過ぎなかった。1968年から1973年にかけて、「ブラジルの奇跡」と呼ばれる高度経済成長を達成したが、第一次オイル・ショックによって、外貨準備は払底し、常に、累積債務問題がブラジル経済の足枷になってきた。毎月、数百パーセントのインフレーションは当然であったし、貧困層の人口は鋭角的に増えた。北東地方のみならず、大都市圏ではスラム街が形成されていった。
現在、BRICSの一角にまで、ブラジル経済を変貌させたのは、2003年に大統領に就任したルイス・イナシオ・ルーラ・ダ・シルヴァの存在が大きい。

## 産業
ブラジル経済で最も大きな比重を占めるのが65%を占めるサービス産業である。続いて工業部門 (21%)、農業部門 (7%) となる。しかし、9,700万人ほどの労働力人口の19%が農業に従事している点で特色がある。

### 第一次産業

#### 農業・食糧生産

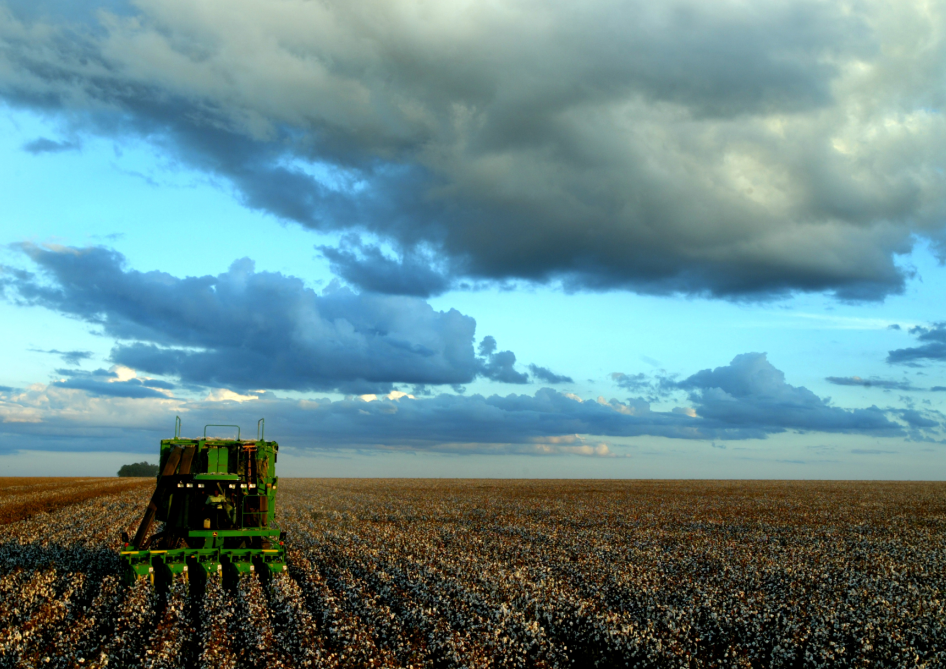
ブラジルの農業

1950年から2005年の55年間で、ブラジルの人口は5,100万人から1億8,000万人まで増えた。この増加率は、毎年2%の人口増加である。このような食料需要の増大を背景に、ブラジルは農業生産の増大のために、様々な政策を採ってきた。「真正の緑の革命」と呼ばれる運動が展開され、農業ビジネス複合体の創出が可能となった。だが、農地の拡大は一方で、アマゾンを含む森林地帯の環境破壊をも容認したという負の側面もあった。
ブラジルの輸出品目の上位に入るものは、2006年現在では、大豆及び大豆関連製品（94.7億ドル）、食肉（86.4億ドル）、林産品（78.8億ドル）、砂糖・エタノール（77.7億ドル）と続く。輸出金額は、494.2億ドルに達し、ブラジルの輸出金額の36%を占める。
大豆に関して言えば、アメリカ合衆国に次ぐ生産量を誇る。この数字は、世界の生産量の約4分の1を担っている。最近15年間で生産量は3.5倍に拡大（1,539万トン⇒5,341万トン）となっており、耕地面積は、1990年には974万ヘクタールだったものが2005年には、2,273万ヘクタールに拡大しており、面積あたり生産性も1.5トン/ヘクタールから2.4トン/ヘクタールと大きく上昇した。主な生産地は、パラナ州、リオ・グランデ・ド・スル州、マット・グロッソ州、マト・グロッソ・ド・スル州である。
食肉に関して言えば、2006年時点でアメリカ合衆国に次ぐ、第2位の牛肉生産量を誇る。欧米の牛海綿状脳症 (BSE) 発生により、ブラジルの食肉の輸出は大きく飛躍した。鶏肉は、アメリカ合衆国、中国に次ぐ第3位の生産量ながらも、輸出量に関しては、世界1位（世界シェアの40%）を占める。ブラジルの鶏肉生産の強みは、ヨーロッパ、アジアと異なり、生産地が鳥インフルエンザの被災地域よりも距離的に離れていること、伝播の原因の渡り鳥が主要生産地のブラジル中西部から南部にかけて渡来しないという点で強みを持っている。その中で中心的な役割を果たしているのが、JBS S.A.とブラジル・フーズである。牛肉加工で出発したJBSは、企業買収を実施することで、豚肉、鶏肉事業にも参入した。サディアとペルジゴンの経営統合によって誕生するブラジル・フーズは、世界の鶏肉貿易量の25％を扱う。
砂糖生産量が世界第1位（シェア20%）ということも今のブラジル経済を強靭にしている。サトウキビの生産量の3億8248万トンは、世界で第1位である。サンパウロ州を中心に栽培されるサトウキビは、肥料のみでの生育が可能である点、1つの苗で1年間に5回の収穫が可能であること、連作障害がないことも強みである。さらにバイオマスエタノールに対して、世界的な需要が見込めることはブラジルの農業にとって追い風となっている。

#### 林業
かつてのブラジルの林業は、ブラジルボクや天然ゴムの生産が中心であったが、近年は衰退。アマゾン川流域の天然林を資源とした木材生産が中心となっている。2005年のFAO調査によれば、木炭の年間生産量は8.8百万トンで世界1位、薪炭材生産量は138百万トンで世界第3位、丸太生産量は239百万トンで世界第4位となっている。1990年代以降、東南アジアなど他の木材生産国の多くが、合板など付加価値の高い商品の生産に注力したのに比べ、ブラジル国内の生産構造に変化は少ない。一方、林業経営以外でも農地開発などの森林伐採の需要は相当数存在し、年々、森林率は減少の一途を辿っている。

### 第二次産業

#### 鉱業
ブラジルは、鉱物資源が豊富な国である。およそ72種類の鉱物が産出されることで知られている。特にブラジルの鉱業において、重要性を増しているのが、鉄鉱石である。鉄鉱石の産出量は中国についで、世界第2位であり、国内での鉄鋼生産が相当規模にあるにもかかわらず、輸出余力が大きい点で注目されている。中国や日本はブラジルに鉄鉱石を依存している。ブラジルで鉄鉱石の産出、輸出を担っているのがヴァーレであり、BHPグループ、リオ・ティント、アングロ・アメリカンと並ぶ4大鉱物メジャーに成長を遂げた。そのブラジルの鉄鋼生産量は、3,091万トンで世界第10位の規模を誇る。1958年に設立されたウジミナスは、新日本製鉄からの技術供与を受けながら成長してきた。
ブラジルは、オイル・ショックの経験を糧に、石油輸入依存経済であった経済の改革を行ってきた。2006年には、ブラジル経済は石油の自給の達成を宣言し、ついには、石油の輸出ができるようになった。このことはペトロブラスを中心とする企業の大西洋沖合い（特に、リオデジャネイロ州沖合いのカンポス海域）における海底油田の探索の貢献が大きい。カンポス海域の深海油田の海底は約2,000m以上であり、ブラジルの石油生産の約7割を担っている。
それ以外の鉱物資源で、世界における埋蔵量のシェアの上位を並べるとニオブ (96.4%)、タンタル (46.5%)、グラファイト (28.3%)、スズ (12.4%) となる。また、マンガンやアルミニウム、ニッケル、マグネシウムなども豊富な埋蔵量を誇っている。

#### 工業

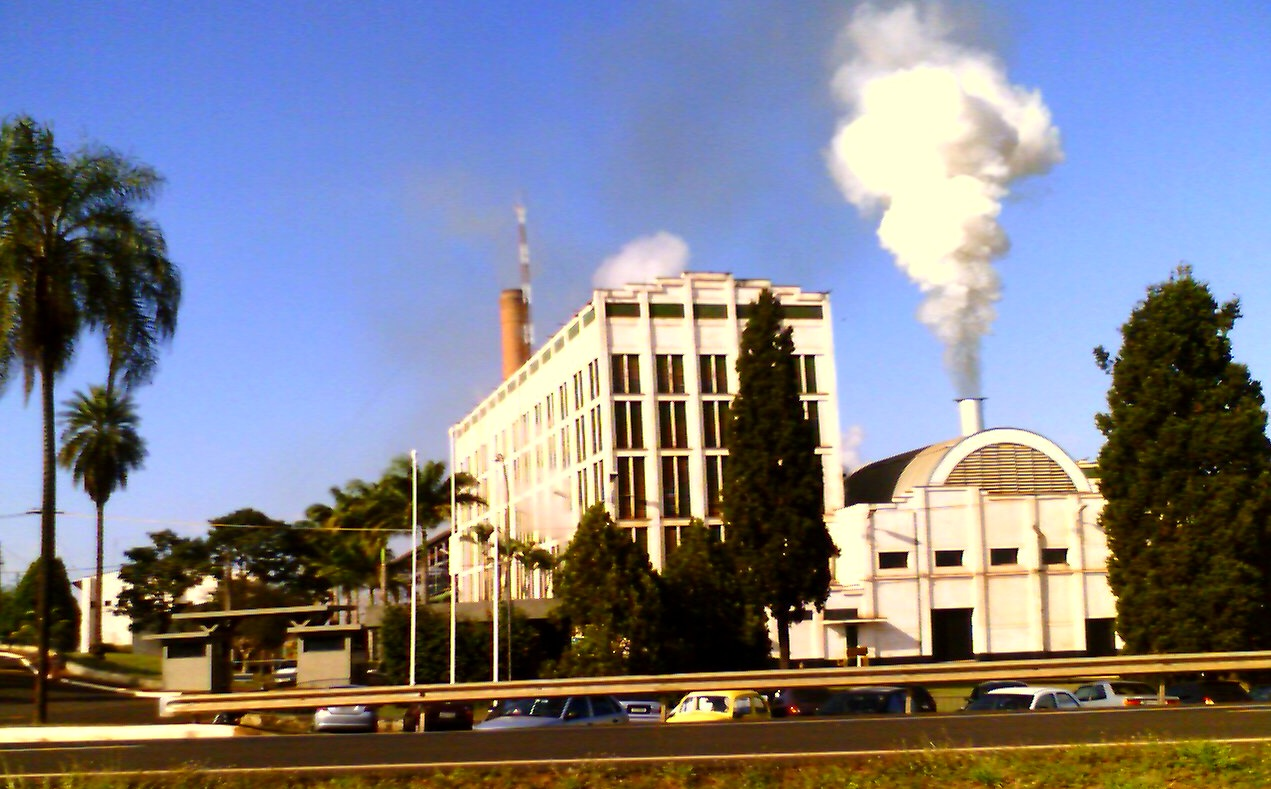
セルトンジーニョに所在するバイオマスエタノールの工場（ブラジル）

ブラジルは、ラテンアメリカにおいて、最も発達した工業国の側面もある。ブラジルの工業分野は、自動車、鉄鋼、石油化学、コンピュータ、航空機に及ぶ。経済が発展するにつれて、ブラジル及び多国籍企業は設備投資を活発化してきた。
ブラジルにおける自動車工業の中心地は、歴史的にサンパウロ州に集中していたが、徐々にサンパウロ州以外での生産が活発となっている。1990年代には、フォード・モーターがバイーア州に進出を開始し、もともとブラジルの石油化学工業の中心地であったこの州では、タイヤ産業が発展し始めている。ブリヂストン、ピレリといったタイヤ・メーカーの進出が始まっている。ブラジル国内のシェアは、フォルクスワーゲン、ゼネラルモーターズ、フィアットで国内の販売台数の約7割を生産している。
ブラジルの自動車工業の特色として、ガソリンに25%のエタノールを混合したE25を使用した自動車の生産が展開されていることである。フレックス燃料システムを搭載した自動車は、ボッシュなどが開発し、1990年代には実用化に成功していたが、実際に、商用ベースに成功したのは、フォルクスワーゲンのゴルフに採用されたことにその理由をもとめることができる。
ブラジルにおける自動車工業には地場資本も活躍している。リオグランデ・ド・スル州に本社を置くマルコポーロは、ボルボ、フォルクスワーゲンが製造した基本構造の上に、ボディーや座席を載せる車体メーカーであり、2009年現在では、ブラジルにおけるバス市場25,000台のうちの約4割を占め、海外にも進出している。
ブラジルにおける電気・電子産業の多くはサンパウロ州とマナウスに集中している。モトローラ、LG電子、サムスン電子が携帯電話などを生産している。特に、マナウスには、1967年に自由貿易地域（ZFM）が設けられており、様々な税的インセンティブが与えられている。テレビやDVDプレーヤーといったオーディオ製品などを製造する企業はマナウスに進出する傾向が高く、ホンダ、ソニー、パナソニックといった日系企業のみならず、フィリップスやノキアも工場を進出させている。
飛行機産業は、2000年代以降、エンブラエル社が生産する低価格な小型機がヒットし、周辺産業も含めて発展を続けている。

#### 発電

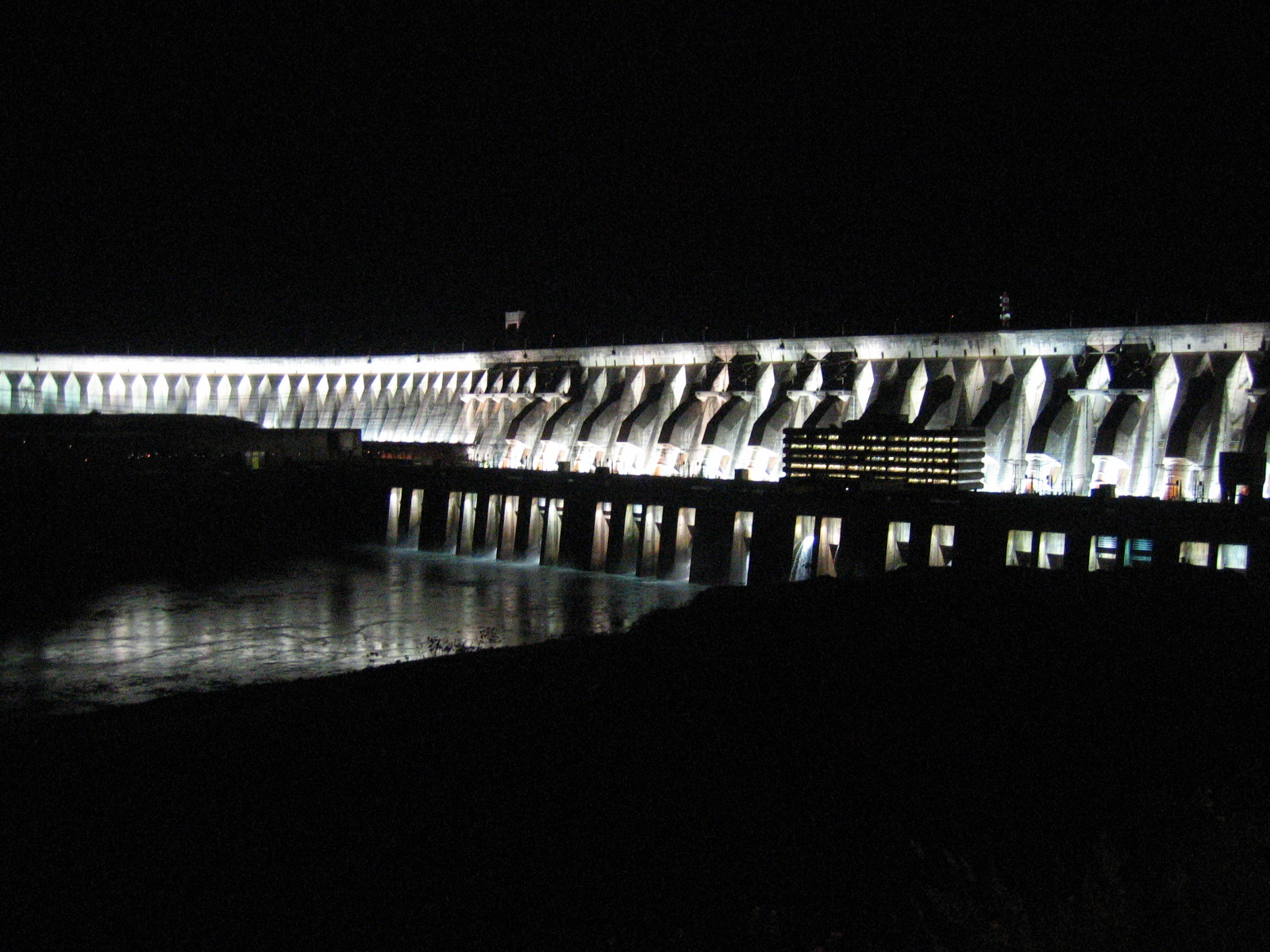
夜のイタイプダム

ブラジルの電力の多くは、水力発電に依存していて、国内の電力需要の92%をまかなっている。発電量は約58,000メガワットであり、そのうち、世界最大のダムになるパラナ川水系のイタイプダムでの発電量は12,600メガワットになる。さらに、リオデジャネイロ市郊外には、アングラ原子力発電所があり10年以上の稼動の実績がある。アングラ第2発電所は、2002年に完成し、アングラ第3発電所は2008年に完成予定である。この3つの発電所が稼動することにより、電力供給量は5,000メガワットの増加を計画している。

### 第三次産業

#### 金融業
ブラジルにおいて、金融業は銀行が主役である。2007年に勃発したサブプライムローン問題以降、先進国の金融機関が破綻、あるいは事実上の国有化、自己資本の毀損を迫られる中で、もともと、国内の高金利政策を背景に、ブラジルの金融機関はサブプライムローンへの投資をほとんどしてこなかったことから、自己資本はまったく痛んでおらず、健全である。その中でも、2008年にバンコ・イタウとウニバンコが合併して誕生したイタウ・ウニバンコ、バンコ・ブラデスコ、ブラジル銀行、バンコ・サンタンデール・ブラジルが4大銀行として君臨する。2009年10月、バンコ・サンタンデール・ブラジルがニューヨーク証券取引所とBM&F Bovespaに株式を新規公開したが、調達した金額は、2009年度中の新規公開では最大規模の114億レアル（約6,000億円）であり、このことが2016年のリオデジャネイロオリンピック開催決定というタイミングとあいまって、レアルへの資金流入と金融取引税の導入を導いた。4大銀行のうち、ブラジル銀行を除く3行がニューヨーク証券取引所に米国預託証券という形で上場させている。

#### 通信業
石油はペトロブラス、航空機製造はエンブラエルといったように、かつてのブラジルも通信事業はテレブラスの独占であった。しかし、前2社が民営化を実施したように、テレブラスも分割、民営化された。通信事業の民営化が実施されたのは、1998年のことであり、"Baby Bras"と呼ばれる12社に分割された。テレブラスの民営化の際には、外資の積極的導入も図られ、スペインのテレフォニカ、イタリアのテレコム・イタリア・モービレが参入している。また、12社に分割後も、業界内の再編はめまぐるしく、Oiブランドで、携帯電話・インターネット事業を手がけるテレマール・ノルテ・レステは、2009年に、固定電話を手がけていたブラジル・テレコムの買収を完了した。

#### 空運業
ブラジルには、かつて、ナショナル・フラッグの地位を占めていたヴァリグ・ブラジル航空という航空会社が存在した。しかし、ゴル航空（GOL）をはじめとする格安航空会社やローカル路線から国内幹線に参入したTAM航空（TAM)が台頭する中で、ヴァリグは、2005年に倒産し、ゴル航空の子会社として再建を進めている。現在、ブラジルの空を握るのはTAMとGOLの2社である。TAMは2008年にスターアライアンスに加盟し、ヴァリグ退会以降、スターアライアンスにとっての空白地帯であった南米地域の航空ネットワークを担う。